# Arboga
Arboga este un oraș în Suedia.

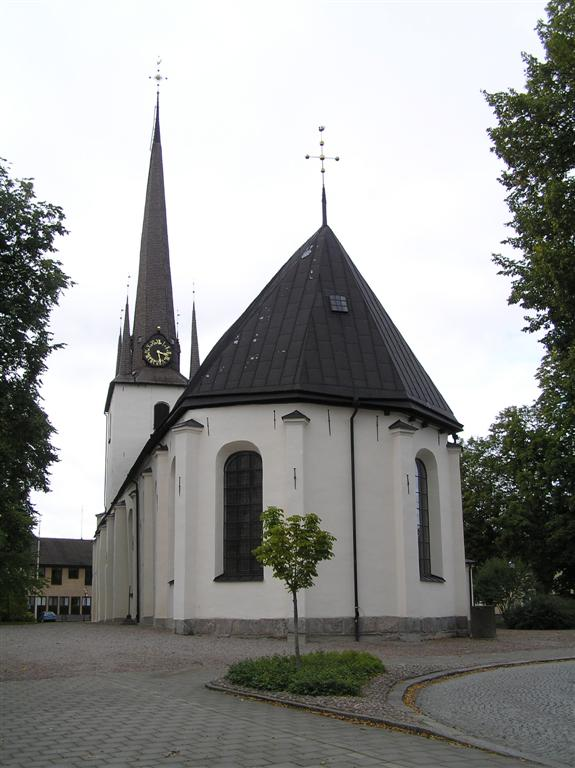
Biserica

Se află la o altitudine de 20 m deasupra nivelului mării. Are o suprafață de 714 ha. Populația este de 10.800 locuitori, determinată în 31 decembrie 2020.

## Demografie
| \| Evoluția demografică a zonei urbane Arboga, 1970–2015 \| Evoluția demografică a zonei urbane Arboga, 1970–2015 \| Evoluția demografică a zonei urbane Arboga, 1970–2015 \| Evoluția demografică a zonei urbane Arboga, 1970–2015 \| Evoluția demografică a zonei urbane Arboga, 1970–2015 \| \| --------------------------------------------------------------------------------------- \| ----------------------------------------------------- \| ----------------------------------------------------- \| ----------------------------------------------------- \| ----------------------------------------------------- \| \| An \| \| \| Locuitori \| \| \| 1970 \| 1970 \| \| 11.932 \| 11.932 \| \| 1975 \| 1975 \| \| 11.819 \| 11.819 \| \| 1980 \| 1980 \| \| 11.937 \| 11.937 \| \| 1990 \| 1990 \| \| 11.548 \| 11.548 \| \| 1995 \| 1995 \| \| 11.432 \| 11.432 \| \| 2000 \| 2000 \| \| 10.764 \| 10.764 \| \| 2005 \| 2005 \| \| 10.384 \| 10.384 \| \| 2010 \| 2010 \| \| 10.330 \| 10.330 \| \| 2015 \| 2015 \| \| 10.841 \| 10.841 \| \| Sursa: SCB - Statistika Centralbyrån, Folkmängden per tätort. Vart femte år 1960 - 2016 \| \| \| \| \| |      |  |           |        |
| Evoluția demografică a zonei urbane Arboga, 1970–2015 |      |  |           |        |
| An |      |  | Locuitori |        |
| 1970 | 1970 |  | 11.932    | 11.932 |
| 1975 | 1975 |  | 11.819    | 11.819 |
| 1980 | 1980 |  | 11.937    | 11.937 |
| 1990 | 1990 |  | 11.548    | 11.548 |
| 1995 | 1995 |  | 11.432    | 11.432 |
| 2000 | 2000 |  | 10.764    | 10.764 |
| 2005 | 2005 |  | 10.384    | 10.384 |
| 2010 | 2010 |  | 10.330    | 10.330 |
| 2015 | 2015 |  | 10.841    | 10.841 |
| Sursa: SCB - Statistika Centralbyrån, Folkmängden per tätort. Vart femte år 1960 - 2016 |      |  |           |        |